# Spencer Nunatak
Spencer Nunatak är en nunatak i Antarktis. Den ligger i Västantarktis. Inget land gör anspråk på området. Toppen på Spencer Nunatak är 1 818 meter över havet.
Terrängen runt Spencer Nunatak är lite kuperad. Trakten är obefolkad. Det finns inga samhällen i närheten.